# O.k. (filme)
o.k. é um filme de drama alemão de 1970 dirigido e escrito por Michael Verhoeven. Foi selecionado como representante da Alemanha Ocidental à edição do Oscar 1971, organizada pela Academia de Artes e Ciências Cinematográficas.

## Elenco
- Gustl Bayrhammer - Vorst
- Hartmut Becker - Ralph Clarke
- Senta Berger
- Hanna Burgwitz - Josefine
- Rolf Castell - Reilly
- Wolfgang Fischer - Rafe
- Eva Mattes - Phan Ti Mao
- Ewald Precht - Diaz
- Vera Rheingold
- Peter van Anft
- Michael Verhoeven - Sven
- Friedrich von Thun
- Rolf Zacher - Rowan